# Nuoto ai Giochi della XIX Olimpiade - 200 metri farfalla maschili
La competizione dei 200 metri farfalla maschili di nuoto ai Giochi della XIX Olimpiade si è svolta il giorno 24 ottobre 1968 alla Piscina Olímpica Francisco Márquez di Città del Messico.

## Programma
| Data            | Round      | Note                           |
| --------------- | ---------- | ------------------------------ |
| 24 ottobre 1968 | 5 Batterie | I migliori 8 tempi alla finale |
| 24 ottobre      | Finale     |                                |

## Risultati

### Batterie
| Pos. | Atleta           | Nazione       | Totale | Pos F |
| ---- | ---------------- | ------------- | ------ | ----- |
| 1    | Martyn Woodroffe | Gran Bretagna | 2'11"6 | 7 Q   |
| 2    | Yasuo Takada     | Giappone      | 2'13"3 | 13    |
| 3    | Avraham Melamed  | Israele       | 2'15"4 | 15    |
| 4    | Ron Jacks        | Canada        | 2'18"1 | 20    |
| 5    | Raúl Villagómez  | Messico       | 2'22"4 | 25    |
| 6    | Arturo Carranza  | El Salvador   | 2'47"3 | 30    |

| Pos. | Atleta             | Nazione          | Totale | Pos F |
| ---- | ------------------ | ---------------- | ------ | ----- |
| 1    | Peter Feil         | Svezia           | 2'11"9 | 8 Q   |
| 2    | Gabriel Altamirano | Messico          | 2'12"1 | 9     |
| 3    | Tom Arusoo         | Canada           | 2'12"7 | 11    |
| 4    | Sergey Konov       | Unione Sovietica | 2'13"1 | 12    |
| 5    | Eduardo Orejuela   | Ecuador          | 2'23"4 | 26    |

| Pos. | Atleta            | Nazione        | Totale | Pos F |
| ---- | ----------------- | -------------- | ------ | ----- |
| 1    | John Ferris       | Stati Uniti    | 2'10"6 | 1 Q   |
| 2    | Folkert Meeuw     | Germania Ovest | 2'11"1 | 4 Q   |
| 3    | John Thurley      | Gran Bretagna  | 2'12"5 | 10    |
| 4    | Giampiero Fossati | Italia         | 2'18"2 | 21    |
| 5    | Jacek Krawczyk    | Polonia        | 2'22"1 | 24    |

| Pos. | Atleta         | Nazione        | Totale | Pos F |
| ---- | -------------- | -------------- | ------ | ----- |
| 1    | Mark Spitz     | Stati Uniti    | 2'10"6 | 1 Q   |
| 2    | Satoshi Maruya | Giappone       | 2'14"2 | 14    |
| 3    | Lutz Stoklasa  | Germania Ovest | 2'16"4 | 16    |
| 4    | Tomas Becerra  | Colombia       | 2'16"8 | 17    |
| 5    | Robert Cusack  | Australia      | 2'19"4 | 22    |
| 6    | Angelo Tozzi   | Italia         | 2'20"9 | 23    |
| 7    | José Ferraioli | Porto Rico     | 2'23"4 | 26    |

| Pos. | Atleta           | Nazione          | Totale | Pos F |
| ---- | ---------------- | ---------------- | ------ | ----- |
| 1    | Viktor Sharygin  | Unione Sovietica | 2'10"9 | 3 Q   |
| 2    | Carl Robie       | Stati Uniti      | 2'11"1 | 4 Q   |
| 3    | Valentin Kuzmin  | Unione Sovietica | 2'11"5 | 6 Q   |
| 4    | Dick Langerhorst | Paesi Bassi      | 2'17"4 | 18    |
| 5    | Graham Dunn      | Australia        | 2'17"5 | 19    |
| 6    | Ramiro Benavides | Guatemala        | 2'24"3 | 28    |
| 7    | Leroy Goff       | Filippine        | 2'25"3 | 29    |

### Finale
| Pos.    | Atleta           | Nazione          | Totale | Nota |
| ------- | ---------------- | ---------------- | ------ | ---- |
| Oro     | Carl Robie       | Stati Uniti      | 2'08"7 |      |
| Argento | Martyn Woodroffe | Gran Bretagna    | 2'09"0 |      |
| Bronzo  | John Ferris      | Stati Uniti      | 2'09"3 |      |
| 4       | Valentin Kuzmin  | Unione Sovietica | 2'10"6 |      |
| 5       | Peter Feil       | Svezia           | 2'10"9 |      |
| 6       | Folkert Meeuw    | Germania Ovest   | 2'11"5 |      |
| 7       | Viktor Sharygin  | Unione Sovietica | 2'11"9 |      |
| 8       | Mark Spitz       | Stati Uniti      | 2'13"5 |      |